# Mistrzostwa Świata w Kolarstwie Przełajowym 1971
22. Mistrzostwa Świata w Kolarstwie Przełajowym 1971 odbyły się w holenderskim Apeldoorn, 28 lutego 1971 roku. Rozegrano wyścigi mężczyzn w kategoriach zawodowców i amatorów.

## Medaliści
| Konkurencja:               | Złoto:            | Czas      | Srebro:          | Czas     | Brąz:            | Czas     |
| Klasyfikacja mężczyzn      |                   |           |                  |          |                  |          |
| Zawodowcy (28 lutego 1971) | Eric De Vlaeminck | 1:00:10 h | Albert Van Damme | + 0:10 m | René De Clercq   | + 2:40 m |
| Amatorzy (28 lutego 1971)  | Robert Vermeire   | 54:35 m   | Dieter Uebing    | + 0:06 m | Jacques Spetgens | + 0:31 m |

## Szczegóły

### Zawodowcy
| Medal | Zawodnik                  | Narodowość      | Czas      |
| ----- | ------------------------- | --------------- | --------- |
|       | Eric De Vlaeminck         | Belgia          | 1:00:10 h |
|       | Albert Van Damme          | Belgia          | + 0:10    |
|       | René De Clercq            | Belgia          | + 2:40    |
| 4     | Peter Frischknecht        | Szwajcaria      | + 2:54    |
| 5     | Hermann Gretener          | Szwajcaria      | + 3:42    |
| 6     | Julien Van Den Haesevelde | Belgia          | + 3:45    |
| 7     | Renato Longo              | Włochy          | + 3:55    |
| 8     | Charles Rigon             | Francja         | + 4:01    |
| 9     | Cees Zoontjens            | Holandia        | + 4:58    |
| 10    | John Atkins               | Wielka Brytania | + 5:27    |

### Amatorzy
| Medal | Zawodnik            | Narodowość      | Czas    |
| ----- | ------------------- | --------------- | ------- |
|       | Robert Vermeire     | Belgia          | 54:35 m |
|       | Dieter Uebing       | RFN             | + 0:06  |
|       | Jacques Spetgens    | Holandia        | + 0:31  |
| 4     | Ekkehard Teichreber | RFN             | + 0:37  |
| 5     | Gertie Wildeboer    | Holandia        | + 0:53  |
| 6     | Christopher Dodd    | Wielka Brytania | + 1:03  |
| 7     | Jakob Küster        | Szwajcaria      | + 1:10  |
| 8     | Jiří Murdych        | Czechosłowacja  | + 1:21  |
| 9     | Albert Scheffer     | Holandia        | + 1:40  |
| 10    | Jean-Michel Richeux | Francja         | + 1:47  |

## Tabela medalowa
| Miejsce | Państwo  |   |   |   |   |
| ------- | -------- | - | - | - | - |
| 1.      | Belgia   | 2 | 1 | 1 | 4 |
| 2.      | RFN      | 0 | 1 | 0 | 1 |
| 3.      | Holandia | 0 | 0 | 1 | 1 |